# Calleville-les-Deux-Églises
Calleville-les-Deux-Églises är en kommun i departementet Seine-Maritime i regionen Normandie i norra Frankrike. Kommunen ligger i kantonen Tôtes som tillhör arrondissementet Dieppe. År 2022 hade Calleville-les-Deux-Églises 329 invånare.

## Befolkningsutveckling
Antalet invånare i kommunen Calleville-les-Deux-Églises
| Referens: INSEE |